# Télapu 3. – A szánbitorló
A Télapu 3.: A szánbitorló (eredeti cím: The Santa Clause 3: The Escape Clause) egész estés amerikai film, amelyet Michael Lembeck rendezett. A főszerepben Tim Allen, Elizabeth Mitchell és Martin Short látható.
Az Amerikai Egyesült Államokban 2006. november 3-án, Magyarországon pedig 2007. november 21-én mutatták be a mozikban.

## Szereplők
| Szerep                     | Színész            | Magyar hang        |
| -------------------------- | ------------------ | ------------------ |
| Scott Calvin               | Tim Allen          | Forgács Péter      |
| Carol Calvin               | Elizabeth Mitchell | Tóth Ildikó        |
| Curtis                     | Spencer Breslin    | Berkes Bence       |
| Charlie                    | Eric Lloyd         | Szalay Csongor     |
| Zúzmara Jack / Fagy Jancsi | Martin Short       | Fekete Zoltán      |
| Laura Miller               | Wendy Crewson      | Kovács Nóra        |
| Dr. Neil Miller            | Judge Reinhold     | Mihályi Győző      |
| Lucy Miller                | Liliana Mumy       | Bánlaki Kelly      |
| Trish                      | Abigail Breslin    | Talmács Márta      |
| Fogtündér                  | Art LaFleur        | Konrád Antal       |
| Természet Anya             | Aisha Tyler        | Kocsis Judit       |
| Cupido                     | Kevin Pollak       | Kapácsy Miklós     |
| Húsvéti Nyúl               | Jay Thomas         | Verebély Iván      |
| Álmos                      | Michael Dorn       | ifj. Jászai László |
| Időapó                     | Peter Boyle        | Versényi László    |
| Sylvia Newman              | Ann-Margret        | Hámori Ildikó      |
| Bud Newman                 | Alan Arkin         | Balázsi Gyula      |
| Comet                      | Bob Bergen         |                    |